# WRECKAGE
『WRECKAGE』（レッケイジ）は、日本のロックバンド THE STREET SLIDERS 通算9作目のスタジオ・アルバム。1995年4月21日にEpic/Sony Recordsより発売。
2023年デビュー40周年に記念として同アルバムの2枚組アナログ盤（リマスター/完全生産限定盤）がリリースされた。

## 解説
バンドの無期限活動休止から4年半のブランクがあったにもかかわらず、作品としての質が高く、評価とCDセールスの面でも一定の功績を得られたアルバムである。
《TOUR 不滅》の始まる半年から一年ほど前に4人で集まり、HARRYが書き溜めていた未発表の新曲を中心に、4人でスタジオ・セッションしてアルバムとして行けそうな感触を得た。
《TOUR 不滅》は『WECKAGE』の新曲を中心にセットリストを組み、アルバムの曲の半分はツアーを重ねながら練られたもの。ツアー明けにレコーディングに入った。
《…アルバム全体として見ると、かなり絞り込まれている印象はある。HARRYの曲自体が、やっぱり（精神的に）ヘヴィなものが多かったし。自分なりに（中略）潜り込んでいかなければならなかった》。このアルバムはレコーディング作業が少なく、そのテイクで音を決めてしまう方法をとっている為、集中力とテンションの高い緊張感を持った作品になっている。土屋の言葉では《曲がそうさせた》。
《今まで10枚以上のアルバムを出してきたけど、その流れのままには作っていないというか、一度断ち切られているんですよ。（中略）今のスライダーズの新しいフィーリングといってもいいと思いますね》。
《…4人でやりきったと思う。（中略）それぞれ皆んなの中の深いところから出て来ていたと思う。緊張感もあったし、すごく重かったけど、ハッピーだったんですよね。（活動を）休止しようと決めた時、バンドに足りなかったことはそういうことだったと思います》。この作品でJoy-Popsとしての曲づくりは不滅ツアーの後から始められた。共作した曲をいくつか増やしたいということでふたりでアイデアがまとめられた。
（4年半前と同じような関係で共作できたか?）「…そんなに違いはないと思う（中略）不思議な感覚がある。今回、今までと少し違うと言えば、“HARRYの声でブルースが聴きたい”気持ちがありましたね」「…オレが感じたのは、ZUZUやJAMESのスライダーズの音楽に対しての誠実な答えの出し方。それが演奏から伝わってきましたから。（中略）独特なウネリが出ていると思いますよ」
（セルフプロデュースについて）「…4人の中にスライダーズを取り戻すっていうことがありましたからね。だから（プロデューサーをたてる）必要性は感じなかった。今回のレコーディングはゲスト・プレーヤーもいないし、ダビングもすごく少なかった」。

## 収録曲
1. WAVE '95 – (6:11)
Words & Music by Hiro Murakoshi
バンド活動が休止になり、一人で籠っていた時期に書かれた曲。その時は《何かやらないとしょうがないだろうなぁ》という心境だったという[6]。
2. BABY BLUE – (5:33)
Words & Music by Hiro Murakoshi
村越の曲に多く見られる“呑んだくれの唄”だが、アルバム『NASTY CHILDREN』の頃に作られた為か、歌詞と対照的にどこか軽やか[6]。
3. WASTIN' TIME – (4:23)
Words & Music by Hiro Murakoshi
活動休止中に書かれた曲[6]。《一人だと何も出来ねえ》という、村越の心境がストレートに出ている。
4. 聖者のラプソディー – (5:51)
Words & Music：Joy-Pops
冒頭の歌詞は土屋で随分以前からあったものだが、このアルバムの為に新たに曲をつけた。《…“Angel Duster”を何年か経って別の見方で捉え直したような曲[6]》
5. どしゃ振り雨に洗われて – (5:34)
Words & Music：Joy-Pops
活動休止中に書いた歌詞が先にできた。3コードのブルースのようだが、最初はブギーだった。セッションの中でミディアム・スローにしようということになり、この形に落ち着いた[6]。
6. D.D.DANCE – (6:02)
Words & Music：Joy-Pops
1994年のツアースペシャルのタイトルにもなった、ダンス・ナンバー。
7. FEEL SO SAD – (4:43)
Words & Music：Hiro Murakoshi
村越は《まとまりにくい気がしてあまり得意ではないタイプ》と話すブルージーなバラード[6]。デビュー前のライブ映像が、プロモーションビデオに使用された。
8. 日暮し – (5:01)
Words & Music：Hiro Murakoshi
3曲目となるレゲエタイプの曲。この曲は「Baby, 途方に暮れてるのさ」に近く、歌詞が活動休止期間中の村越の隠遁生活を赤裸々に歌っているように聴こえる[6]。
9. WHERE DO I GO – (5:44)
Words & Music：Hiro Murakoshi
歌詞は『NASTY CHILDREN』の時にできたものだが、“どん詰まりになった時どうしたらいいのか。なんとかそこから抜け出したい…”という村越の思いがタイトルにも表れている[6]。
10. 陽炎の道 – (6:13)
Words & Music：Hiro Murakoshi
『NASTY CHILDREN』の頃に書かれた曲。村越の散文的な歌詞と土屋が踏むワウの音が印象的なバラード。

## クレジット
- THE STREET SLIDERS are：
  - Hiroaki Murakoshi（Vo.Gt.）
  - Kohey Tsuchiya（Gt.Vo）
  - Yoji Ichikawa（Ba.Vo）
  - Masao Suzuki（Dr.& Per.）
- Produced & Arranged：THE STREET SLIDERS
- Associate Producer：Tatsuya Sakamoto
- Recorded & Mixed：Tatsuya Sakamoto
- Assisted：Motonori Sasaki, Ryo Sano, Yoshinori Sakuma
- Mastered：Mitsukazu Tanaka
- Recorded & Mastered at：Sony Music Shinanomachi Studio
- Mixed at：BAY BRIDGE STUDIO
- Directed：Shintaro Yamamoto
- Assist：Ryoichi Sugiura
- Promosion：Akihito Nagashima
- Artist Producer：Emi Ito
- Instrumental tec.：Koji Yamaguchi
- Art Direction & Design：Norio Tanaka
- Assistant：Yasuhiro Sugai
- Photography：Katsuo Hanzawa
- Styling：Eriko Higuchi
- Hair & Make up：Kiyomi Yoshikawa
- Phototypesetting：Kimio Tsubaki
- Executive Produced：Ikuro Meguro